# Rübelandbahn
| | |                                                           |                                                           |
| Streckennummer (DB): | 6867 (Blankenburg (Harz)–Michaelstein) 6864 (Michaelstein–Königshütte (Harz))                                                                         |                                                           |                                                           |
| Kursbuchstrecke: | 182a (1934) 719 (1968, Blankenburg–Königshütte) |                                                           |                                                           |
| Streckenlänge: | 30,3 km |                                                           |                                                           |
| Spurweite: | 1435 mm (Normalspur) |                                                           |                                                           |
| Stromsystem: | 25 kV, 50 Hz ~ |                                                           |                                                           |
| Maximale Neigung: | 61,4 ‰ |                                                           |                                                           |
| Streckengeschwindigkeit: | 50 km/h, Steilstreckenabschnitte: Bergfahrt: 50 km/h Talfahrt: Reisezüge, einzeln fahrende Triebfahrzeuge: 30 km/h Güterzüge, Nebenfahrzeuge: 20 km/h |                                                           |                                                           |
| | |                                                           |                                                           |
| \| \| 0,0 \| Blankenburg (Harz) \| 199 m \| \| \| \| nach und von Quedlinburg und Halberstadt \| \| \| \| 1,4 \| Blankenburg (Harz) Nord \| Blankenburg (Harz) Nord \| \| \| \| ehem. B 6 und B 81 \| \| \| \| 2,3 \| Infrastrukturgrenze DB InfraGO / Fels Netz \| Infrastrukturgrenze DB InfraGO / Fels Netz \| \| \| 3,9 \| Blankenburg Westend \| Blankenburg Westend \| \| \| 5,5 \| Michaelstein (Spitzkehrenbahnhof) \| Michaelstein (Spitzkehrenbahnhof) \| \| \| \| (ehem. Streckenführung) \| \| \| \| \| Bielsteintunnel (466 m) \| \| \| \| 7,8 \| B 27 \| B 27 \| \| \| 7,8 \| Braunesumpf \| [2] \| \| \| 8,5 \| \| \| \| \| \| B 27 \| \| \| \| 9,6 \| Hüttenrode \| 431 m \| \| \| \| (ehem. Streckenführung) \| \| \| \| \| B 27 \| \| \| \| \| Krumme-Grube-Tunnel (307 m) \| \| \| \| \| B 27, Kreuztalviadukt (99 m) \| \| \| \| \| \| \| \| \| \| \| \| \| \| \| Bismarcktunnel (187 m; ehem.) bzw. Nebelholztunnel (90 m) \| \| \| \| \| \| \| \| \| \| \| \| \| \| \| B 27 \| \| \| \| \| von den Diabas-Steinbrüchen \| \| \| \| 12,9 \| Neuwerk \| Neuwerk \| \| \| \| Rübeland Gbf früher Rübeland \| \| \| \| \| B 27 \| \| \| \| \| \| \| \| \| 14,2 \| Rübeland Pbf früher Rübeland Tropfsteinhöhlen \| 387 m \| \| \| 14,6 \| zum Kalkwerk Rübeland \| zum Kalkwerk Rübeland \| \| \| 15,4 \| zum Kalkwerk Kaltes Tal \| zum Kalkwerk Kaltes Tal \| \| \| 15,9 \| Mühlental \| Mühlental \| \| \| 16,7 \| Elbingerode Hbf \| Elbingerode Hbf \| \| \| 18,2 0,0 \| Elbingerode (Harz) früher Elbingerode West \| 483 m \| \| \| \| B 27 \| \| \| \| \| Abzweig Wechsel \| \| \| \| 20,7 \| Anst Hornberg (Harz) \| Anst Hornberg (Harz) \| \| \| 20,9 \| Kalkwerk Hornberg \| Kalkwerk Hornberg \| \| \| \| zum ehem. Schacht III Büchenberg \| \| \| \| \| B 27 und Kalte Bode \| \| \| \| 23,2 \| Königshütte (Harz) \| Königshütte (Harz) \| \| \| 5,7 \| Drei Annen Hohne Übergang zur Harzquerbahn \| 543 m \| \| \| 30,3 \| Tanne Übergang zur Südharz-Eisenbahn \| 460 m \| \| \| \| \| \| \| Quellen: [1] \| \| \| \| | |                                                           |                                                           |
| Kopfbahnhof Streckenanfang | 0,0 | Blankenburg (Harz)                                        | 199 m                                                     |
| Abzweig geradeaus, nach rechts und von rechts | | nach und von Quedlinburg und Halberstadt                  | nach und von Quedlinburg und Halberstadt                  |
| Dienststation / Betriebs- oder Güterbahnhof | 1,4 | Blankenburg (Harz) Nord                                   | Blankenburg (Harz) Nord                                   |
| Strecke mit Straßenbrücke | | ehem. B 6 und B 81                                        | ehem. B 6 und B 81                                        |
| Wechsel des Eisenbahninfrastrukturunternehmens | 2,3 | Infrastrukturgrenze DB InfraGO / Fels Netz                | Infrastrukturgrenze DB InfraGO / Fels Netz                |
| Haltepunkt / Haltestelle | 3,9 | Blankenburg Westend                                       | Blankenburg Westend                                       |
| Kopfbahnhof Streckenanfang und quer · Abzweig nach rechts und von rechts | 5,5 | Michaelstein (Spitzkehrenbahnhof)                         | Michaelstein (Spitzkehrenbahnhof)                         |
| Abzweig ehemals geradeaus und nach links · Strecke von rechts | | (ehem. Streckenführung)                                   | (ehem. Streckenführung)                                   |
| Tunnel (Strecke außer Betrieb) · Strecke | | Bielsteintunnel (466 m)                                   | Bielsteintunnel (466 m)                                   |
| Bahnübergang (Strecke außer Betrieb) · Brücke | 7,8 | B 27                                                      | B 27                                                      |
| Bahnhof (Strecke außer Betrieb) · Haltepunkt / Haltestelle | 7,8 | Braunesumpf                                               | [ 2 ]                                                     |
| Abzweig ehemals geradeaus und von links · Strecke nach rechts | 8,5 |                                                           |                                                           |
| Bahnübergang | | B 27                                                      | B 27                                                      |
| Bahnhof | 9,6 | Hüttenrode                                                | 431 m                                                     |
| Abzweig ehemals geradeaus und nach links · Strecke von rechts | | (ehem. Streckenführung)                                   | (ehem. Streckenführung)                                   |
| Strecke (außer Betrieb) · Brücke | | B 27                                                      | B 27                                                      |
| Strecke (außer Betrieb) · Tunnel | | Krumme-Grube-Tunnel (307 m)                               | Krumme-Grube-Tunnel (307 m)                               |
| Strecke (außer Betrieb) · Brücke | | B 27, Kreuztalviadukt (99 m)                              | B 27, Kreuztalviadukt (99 m)                              |
| Tunnelanfang (Strecke außer Betrieb) · Tunnelanfang | |                                                           |                                                           |
| | |                                                           |                                                           |
| Strecke von links (im Tunnel) · Kreuzung mit Tunnelstrecke (Strecke geradeaus außer Betrieb) (im Tunnel) · Strecke nach rechts (im Tunnel) | | Bismarcktunnel (187 m; ehem.) bzw. Nebelholztunnel (90 m) | Bismarcktunnel (187 m; ehem.) bzw. Nebelholztunnel (90 m) |
| | |                                                           |                                                           |
| Tunnelende · Tunnelende (Strecke außer Betrieb) | |                                                           |                                                           |
| Strecke · Bahnübergang (Strecke außer Betrieb) | | B 27                                                      | B 27                                                      |
| Strecke · Abzweig geradeaus und von links (Strecke außer Betrieb) | | von den Diabas-Steinbrüchen                               | von den Diabas-Steinbrüchen                               |
| Haltepunkt / Haltestelle · Strecke (außer Betrieb) | 12,9 | Neuwerk                                                   | Neuwerk                                                   |
| Strecke · Betriebs-/Güterbahnhof Strecke bis hier außer Betrieb | | Rübeland Gbf früher Rübeland                              | Rübeland Gbf früher Rübeland                              |
| Brücke · Strecke | | B 27                                                      | B 27                                                      |
| Strecke nach links · Abzweig geradeaus und von rechts | |                                                           |                                                           |
| Bahnhof | 14,2 | Rübeland Pbf früher Rübeland Tropfsteinhöhlen             | 387 m                                                     |
| Abzweig geradeaus und nach links | 14,6 | zum Kalkwerk Rübeland                                     | zum Kalkwerk Rübeland                                     |
| Abzweig geradeaus und nach rechts | 15,4 | zum Kalkwerk Kaltes Tal                                   | zum Kalkwerk Kaltes Tal                                   |
| ehemaliger Haltepunkt / Haltestelle | 15,9 | Mühlental                                                 | Mühlental                                                 |
| ehemaliger Bahnhof | 16,7 | Elbingerode Hbf                                           | Elbingerode Hbf                                           |
| Dienststation / Betriebs- oder Güterbahnhof | 18,2 0,0 | Elbingerode (Harz) früher Elbingerode West                | 483 m                                                     |
| Bahnübergang | | B 27                                                      | B 27                                                      |
| Verschwenkung von links (Strecke außer Betrieb) · Verschwenkung von rechts | | Abzweig Wechsel                                           | Abzweig Wechsel                                           |
| Strecke (außer Betrieb) · Blockstelle | 20,7 | Anst Hornberg (Harz)                                      | Anst Hornberg (Harz)                                      |
| Strecke (außer Betrieb) · Abzweig ehemals geradeaus und nach links | 20,9 | Kalkwerk Hornberg                                         | Kalkwerk Hornberg                                         |
| Abzweig geradeaus und nach rechts (Strecke außer Betrieb) · Strecke (außer Betrieb) | | zum ehem. Schacht III Büchenberg                          | zum ehem. Schacht III Büchenberg                          |
| Strecke (außer Betrieb) · Brücke über Wasserlauf (Strecke außer Betrieb) | | B 27 und Kalte Bode                                       | B 27 und Kalte Bode                                       |
| Strecke (außer Betrieb) · Bahnhof (Strecke außer Betrieb) | 23,2 | Königshütte (Harz)                                        | Königshütte (Harz)                                        |
| Kopfbahnhof Streckenende (Strecke außer Betrieb) · Strecke (außer Betrieb) | 5,7 | Drei Annen Hohne Übergang zur Harzquerbahn                | 543 m                                                     |
| Kopfbahnhof Streckenende (Strecke außer Betrieb) | 30,3 | Tanne Übergang zur Südharz-Eisenbahn                      | 460 m                                                     |
| | |                                                           |                                                           |
| Quellen: | |                                                           |                                                           |

Die Rübelandbahn ist eine Eisenbahnverbindung von Blankenburg über Rübeland und Königshütte nach Tanne in Sachsen-Anhalt. Sie wurde von der Halberstadt-Blankenburger Eisenbahn (HBE) 1886 fertiggestellt. Die Streckenlänge betrug ursprünglich 30,5 Kilometer (ohne die Stichstrecke nach Drei Annen Hohne).
Der sieben Kilometer lange Streckenabschnitt Königshütte–Tanne wurde zum 1. Januar 1969 stillgelegt und bis 1974 abgebaut. Der Streckenabschnitt Elbingerode–Königshütte verlor zum 30. Mai 1999 den Personenverkehr und wurde zum 30. August 2000 ebenfalls stillgelegt. Die Stichstrecke von der Abzweigstelle Wechsel zum Bahnhof Drei Annen Hohne wurde bereits zum Winterfahrplan 1964 aufgegeben. Zum 11. Dezember 2005 wurde der planmäßige Personenverkehr auch auf dem verbliebenen Abschnitt Blankenburg–Elbingerode eingestellt. Gelegentlich verkehren noch Personensonderzüge, außerdem besteht nach wie vor regelmäßiger Güterverkehr.
Ursprünglich wurde die Bahn als Harzbahn bezeichnet. Die Bezeichnung Rübelandbahn entstand erst nach der Verstaatlichung der Strecke.
Neben dem für Deutschland ungewöhnlichen Stromsystem mit 25 Kilovolt mit einer Frequenz von 50 Hertz besitzt die Strecke als Besonderheit eine Spitzkehre in Michaelstein.

## Geschichte

### Zahnradbahn

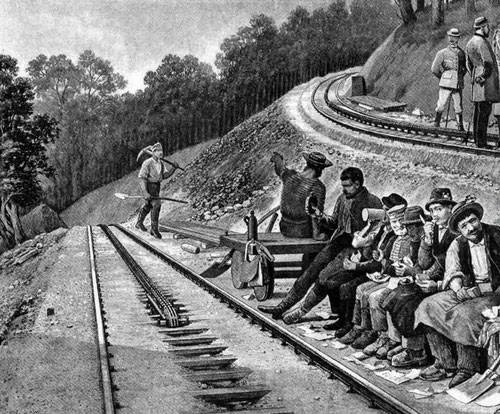
Bau der Harzbahn an der Spitzkehre Michaelstein, Zeichnung von Carl Grote

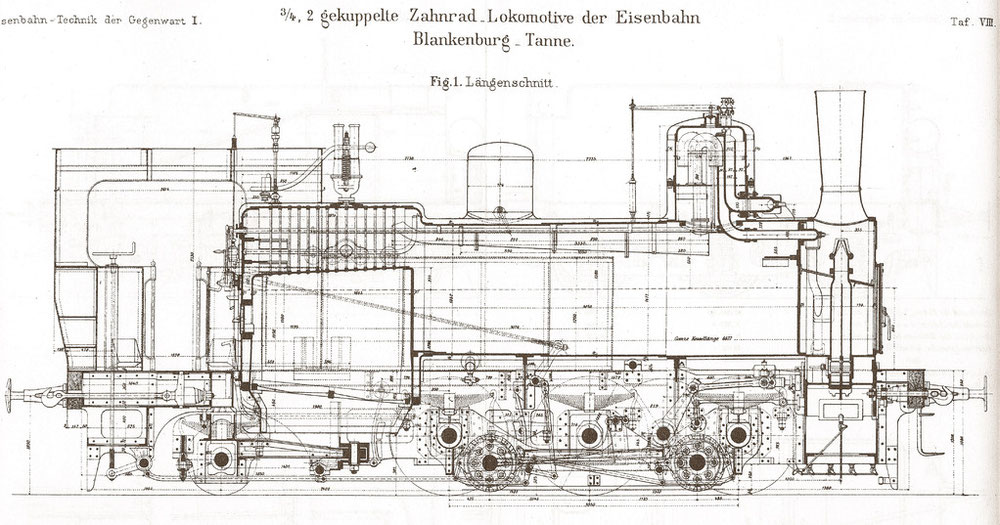
Typenskizze einer Zahnradlokomotive System Abt mit drei Kuppelachsen und zwei Triebzahnrädern C1’bz n4

Die Rübelandbahn wurde von der Halberstadt-Blankenburger Eisenbahn (HBE) von 1880 bis 1886 gebaut. Sie wurde zunächst als Harzbahn bezeichnet und erhielt ihren heutigen Namen erst nach der Verstaatlichung 1950.
Große Erz- und Kalkmengen waren wirtschaftlich nur mit einem Massenverkehrsmittel zu transportieren, weswegen man sich trotz der schwierigen topografischen Verhältnisse für den Bau der Bahn entschied.
Die Strecke wurde in den steilsten Abschnitten mit einer dreilamelligen Zahnstange des Systems Abt versehen. Sie war eine der ersten Anwendungen dieses Systems. Die kombinierten Zahnrad- und Reibungslokomotiven erhielten zwei voneinander unabhängige Triebwerke, auf die Nutzung der Verbundwirkung wurde wegen der gewünschten unabhängigen Regelbarkeit verzichtet. Wegen der notwendigen Bremsausrüstung der Wagen waren sie lange nicht in den Bestand einer Staatsbahn eingestellt. Das ermöglichte den frühzeitigen Einbau von durchgehenden und selbsttätigen Bremsen. Anfangs nutzte man die Heberleinbremse, zwischen 1904 und 1908 führte die HBE die Hardy-Saugluftbremse ein. Diese bot seinerzeit den Vorteil, aufgrund der Zweikammerwirkung mehrlösig zu sein. 1910 konnte daraufhin auf das Schieben bei der Bergfahrt in den Zahnstangenabschnitten verzichtet werden. Für durchlaufende Verkehre in andere Netze wurden mehrere Reisezugwagen ebenfalls 1910 zusätzlich mit Druckluftbremsen ausgerüstet.

### Betrieb als Adhäsionsbahn

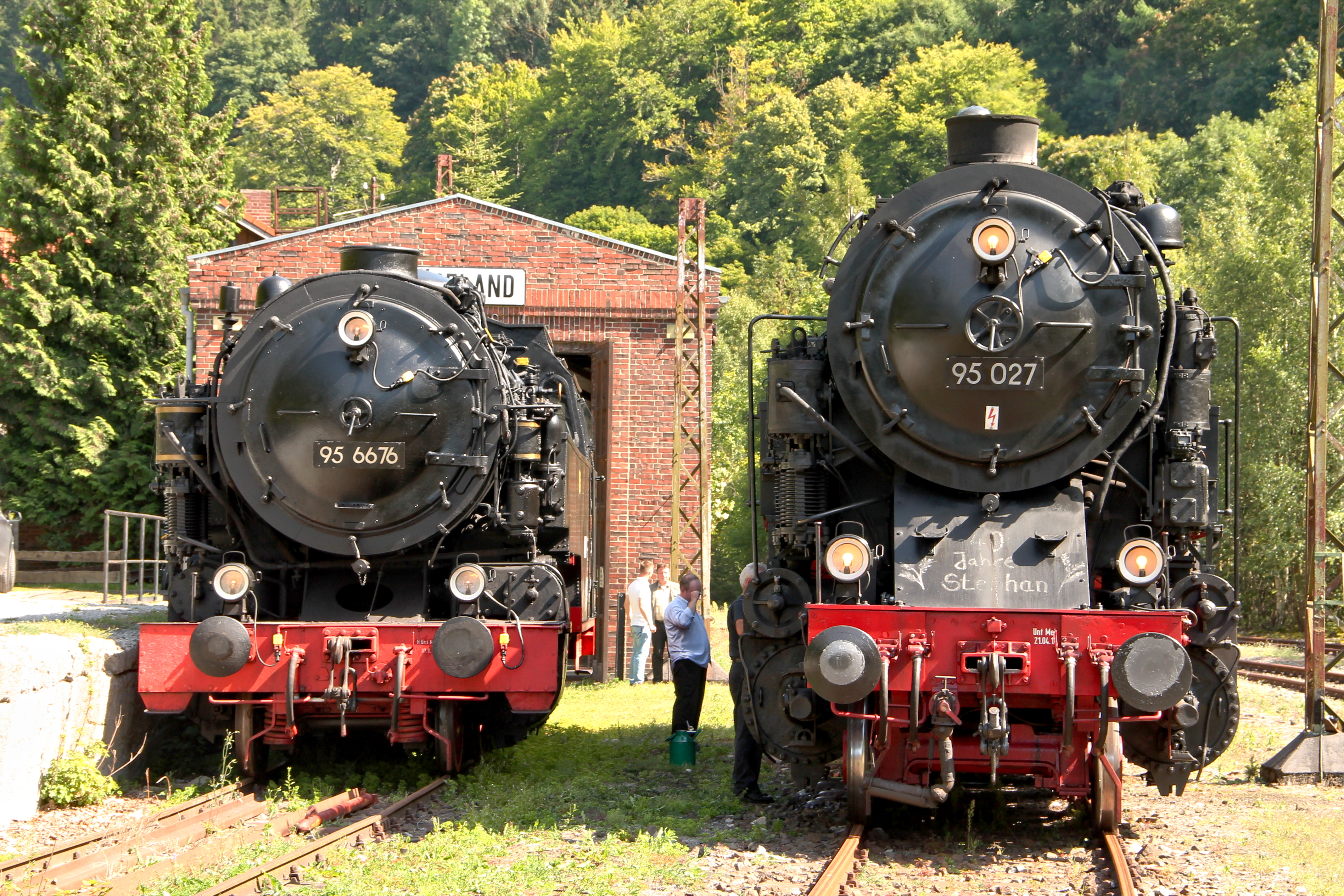
Die „Tierklasse“ und die T 20 im Güterbahnhof Rübeland, 2012

Sowohl der Zahnstangenbetrieb (Höchstgeschwindigkeit bergwärts 15, talwärts 7,5 km/h) als auch die Spitzkehre waren Nadelöhre und brachten die Bahn schnell an ihre Kapazitätsgrenze. So wurde schon in den 1920er Jahren, nachdem der Zahnstangenbetrieb mit der Indienststellung der fünffachgekuppelten Lokomotiven der Tierklasse aufgegeben werden konnte, über eine teilweise Neutrassierung nachgedacht. Diese sollte in zwei Abschnitten erfolgen. Abschnitt 1 sollte die Spitzkehre Michaelstein durch eine Neubaustrecke über Wienrode ersetzen, wurde aber aus finanziellen Gründen infolge der Weltwirtschaftskrise nicht verwirklicht. Abschnitt 2 betraf die Neigung zwischen Rübeland und Hüttenrode. Dieser Abschnitt verlief in Lastrichtung steigend, so dass hier die größten Effekte für die Streckenleistungsfähigkeit zu erwarten waren. Deshalb wurde er als erster in Angriff genommen. Die Umgehung des Bismarcktunnels, dessen Lichtraumprofil keine Großraumgüterwagen zuließ, war aufwendig, da sie den Neubau zweier kleinerer Tunnel und des Kreuztalviadukts erforderte. Außerdem war ein neuer Bahnhof in Rübeland nötig, da die neue Strecke den bisherigen nicht mehr berührte. So entstand der Bahnhof Rübeland Tropfsteinhöhlen und der alte Bahnhof wurde zum Güterbahnhof umgewandelt.

### Seit der Verstaatlichung

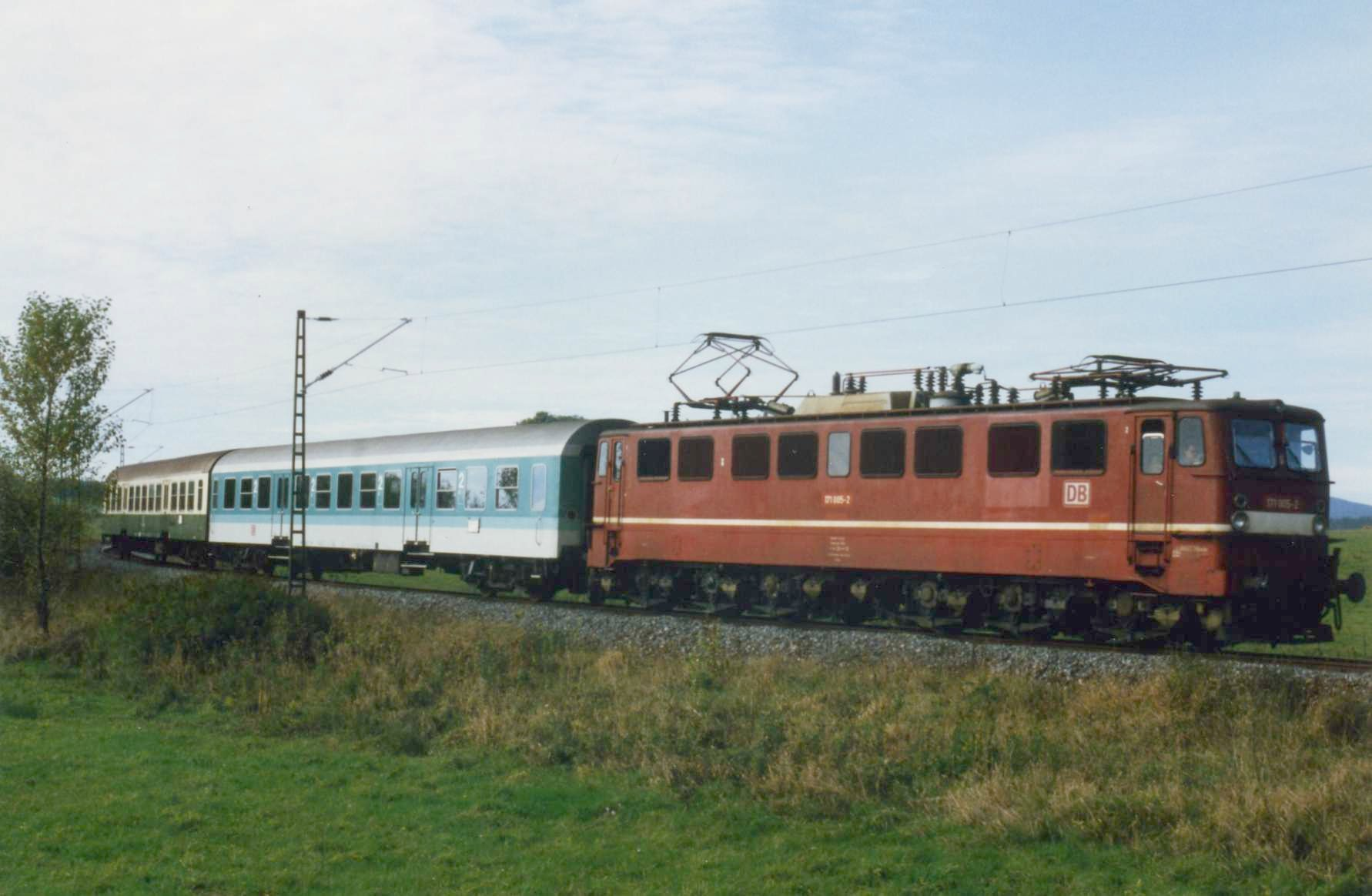
Die elektrische Lokomotive 171 005 mit einem Personenzug auf der Rübelandbahn, 1995

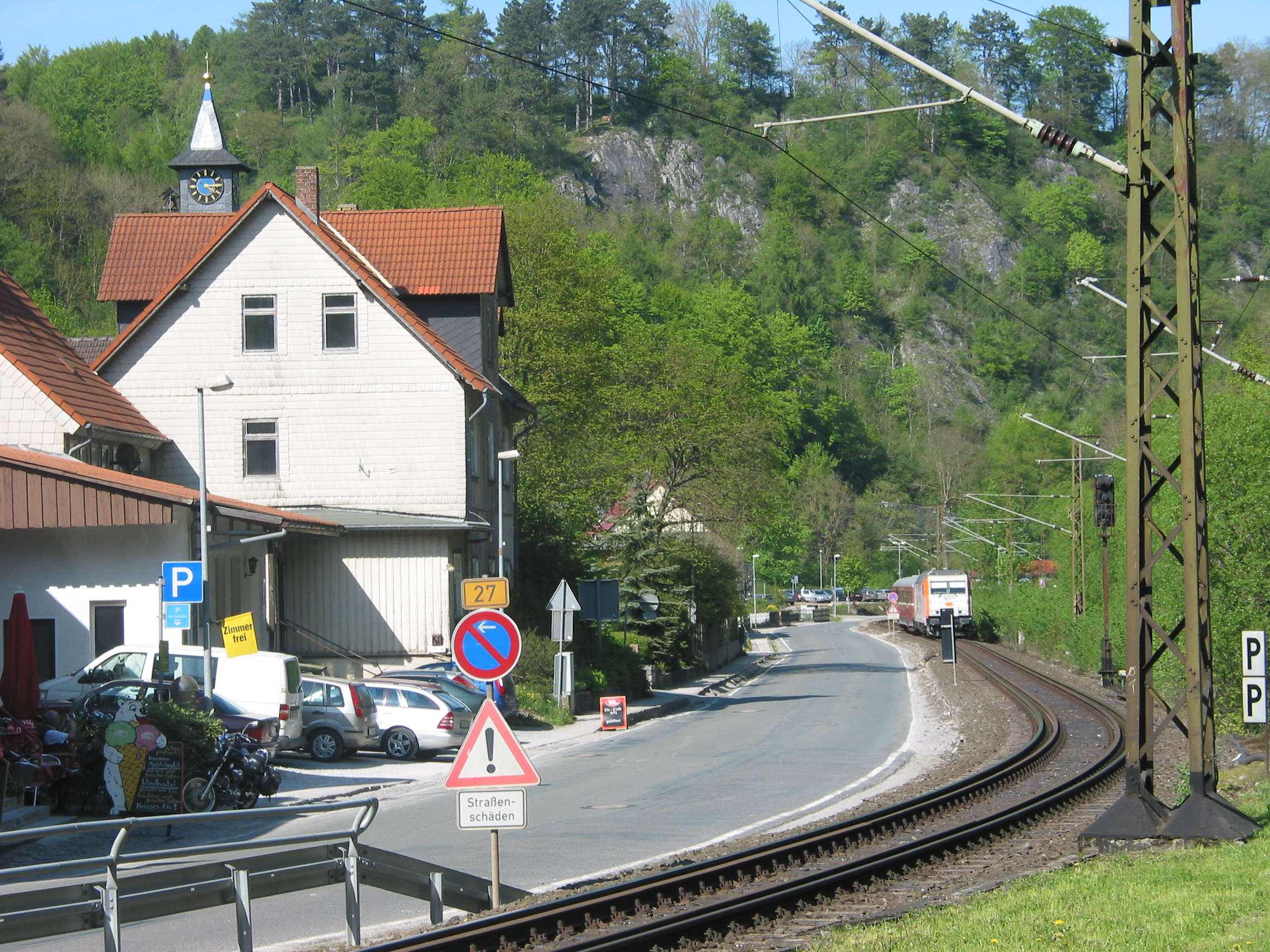
Einfahrt in den Bahnhof Rübeland aus Richtung Blankenburg mit einem Sonderzug mit der 285 001 der hvle am 11. Mai 2008

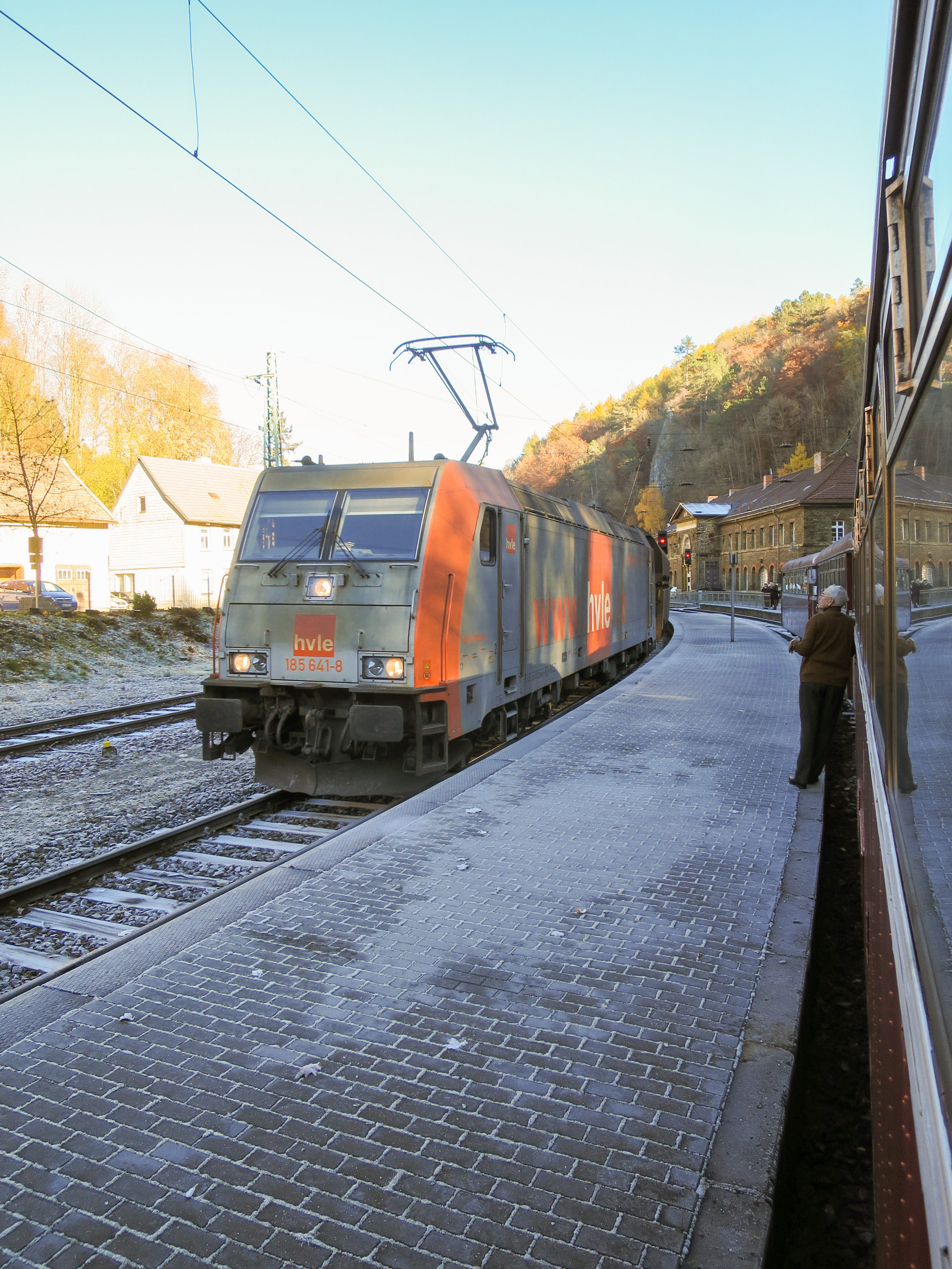
Leerzug zum Kalkwerk Hornberg durchfährt den Bahnhof Rübeland, 2015

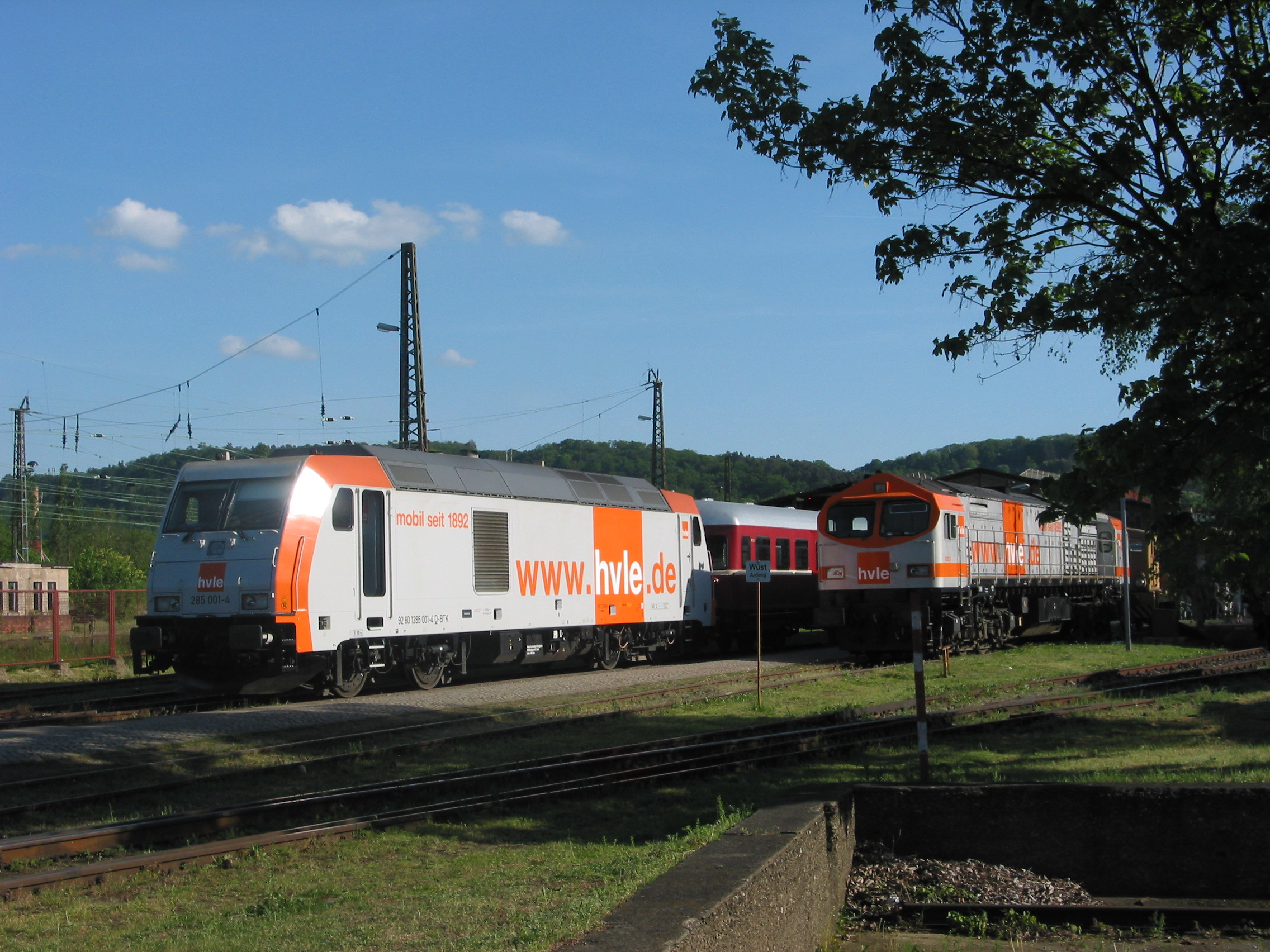
Die Diesellokomotiven 285 001 und 330 03 (Blue Tiger) der Havelländischen Eisenbahn (HVLE) in Blankenburg, 2008

Am 1. Januar 1950 wurde die am 1. April 1949 verstaatlichte Halberstadt-Blankenburger Eisenbahn von der Deutschen Reichsbahn übernommen.
Zwischen 1960 und 1965 wurde die Rübelandbahn elektrifiziert, um den Rohstoff Kalk aus den Brüchen bei Rübeland in größeren Mengen abtransportieren zu können. Eine Elektrifizierung mit den in Deutschland sonst üblichen 15 kV mit 16 2⁄3 Hz schied aus, da in der DDR zu dieser Zeit noch keine entsprechenden Frequenzumformer zur Verfügung standen und die Errichtung eines Bahnkraftwerkes extra für diese Strecke keine Option war. Da zum Zeitpunkt der Entscheidung über die Elektrifizierung klar war, dass die Strecke für Jahrzehnte ein Inselbetrieb ohne Verbindung mit dem übrigen elektrifizierten Streckennetz bleiben würde, suchte man nach Alternativen für die Fahrleitungsspannung. Erwogen wurde zuerst die Anwendung von Gleichspannung von 2,4 kV. Die Fahrzeugindustrie wäre zwar in der Lage gewesen, aus dem Bergbauprogramm Lokomotiven mit der geforderten Leistung zu liefern, jedoch wäre der zur Übertragung der erforderlichen elektrischen Leistung notwendige Querschnitt der Fahrleitung unvertretbar groß geworden. Deshalb entschied man sich für Einphasenwechselstrom mit einer Spannung von 25 kV und einer Frequenz von 50 Hz, der im Unterwerk an der Ausfahrt von Blankenburg mit Hilfe von Transformatoren aus dem 110-kV-Stromnetz der Landesversorgung entnommen wurde. Der für den Fahrleitungsbau nicht profilfreie Bielsteintunnel wurde im Zuge der Elektrifizierungsarbeiten verfüllt und die Strecke im Bereich des ehemaligen Bahnhofes Braunesumpf auf einen hohen Damm verlegt. Für die Fahrleitung konnten die ohnehin gegen 25 kV isolierten DR-Regelfahrleitungsbauarten mit nur geringen Anpassungen verwendet werden, zum zusätzlichen Schutz vor Überschlägen im Bereich der Kalkwerke jedoch mit verdoppelten Isolatoren. Wegen der vergleichsweise geringen Streckengeschwindigkeit wurde die Fahrleitungsbauart Re 75 mit Seitenhaltern ohne Stützrohr errichtet. Am 1. August 1966 wurde der elektrische Betrieb aufgenommen und seitdem kamen auf der Rübelandbahn die für diese Strecke konstruierten Lokomotiven der Baureihe E 251 zum Einsatz. Der Abschnitt Königshütte–Tanne wurde nicht in die Elektrifizierung einbezogen und mit Eröffnung des elektrischen Betriebes stillgelegt. Grund war ein damals geplantes, aber nie verwirklichtes Talsperren-Projekt. Die Zweigstrecke Wechsel–Drei Annen Hohne, die einen Anschluss an die Harzquerbahn bot, wurde ebenfalls nicht elektrifiziert und in der Folge abgebaut, jedoch offiziell nicht stillgelegt. Der Bahnhof Elbingerode West wurde in Elbingerode umbenannt, der ehemalige Bahnhof Elbingerode Hbf, der am Stadtrand lag und für den Reiseverkehr bedeutungslos war, wurde geschlossen und zu einer Anschlussstelle für den Wagenladungsverkehr. Fast alle Bahnhöfe erhielten Gleisbildstellwerke der Bauform GS II DR, in Hüttenrode wurden zwei mechanische Stellwerke der Bauform Einheit mit Lichtsignalen gebaut. Zwischen Blankenburg und Elbingerode wurde Streckenblock in Form von Relaisblock eingerichtet, auf dem Reststreckenabschnitt Elbingerode–Königshütte richtete man vereinfachten Nebenbahndienst ein. Die Streckengeschwindigkeit wurde auf 50 km/h angehoben, nur zwischen Elbingerode und Königshütte blieb es bei 30 km/h. Die Anschlussstrecke Halberstadt–Blankenburg wurde sicherungstechnisch ebenso ausgerüstet. Zur Umgehung des Kopfbahnhofes Blankenburg entstand der Bahnhof Blankenburg Nord. Hier wurden die Güterzüge ohne Fahrtrichtungswechsel umgespannt. Die Grenzlast für Güterzüge liegt bei 600 Tonnen berg- und 1500 Tonnen talwärts, sie werden mit jeweils einer Zug- und einer Schiebelokomotive bespannt, wodurch das Umsetzen beim Fahrtrichtungswechsel im Bahnhof Michaelstein entfällt.
Ende der 1980er Jahre plante die Deutsche Reichsbahn, die Bahnstrecke Halle–Halberstadt sowie die Zufahrtstrecke Halberstadt–Blankenburg zu elektrifizieren und in diesem Zusammenhang den elektrischen Betrieb auf der Rübelandbahn auf die üblichen 15 kV mit 16 2⁄3 Hertz umzustellen. Auch sollten neue Lokomotiven der Baureihe 252 als Ersatz für die bisher eingesetzten der Reihe 251 beschafft werden.
Der Abschnitt Anschluss Hornberg–Königshütte wurde im Jahr 2000 stillgelegt, nachdem bereits am 2. Juni 1996 der Güterverkehr eingestellt worden und am 29. Mai 1999 der letzte Personenzug zwischen Elbingerode und Königshütte gefahren war. Das Aufkommen war meist gering, Personenzüge bestanden meist aus einer Lok und nur einem oder zwei Personenwagen.
Der Abschnitt bis zum Kalkwerk Hornberg wird weiterhin im Güterverkehr bedient.
Am 16. Mai 2005, 24 Uhr, wurde die Fahrleitung abgeschaltet. Ab Februar 2005 hatte die Osthavelländische Eisenbahn den Großteil des Güterverkehrs der Strecke mit Diesellokomotiven übernommen. Für die beim ehemaligen Anbieter Railion verbliebenen ein bis zwei täglichen Zugpaare habe sich eine Fortführung des elektrischen Betriebs nicht mehr gelohnt. Railion kündigte daraufhin an, ab 17. Mai ebenfalls mit Diesellokomotiven zu fahren.
Am 12. Juli 2005 wurde der Abschnitt Blankenburg–Elbingerode (einschließlich des Unterwerks Blankenburg) von der DB Netz AG zur Übernahme ausgeschrieben.
Nach Angaben der DB Netz AG kostete der Betrieb der Strecke, einschließlich fünf besetzter Betriebsstellen, jährlich 1,9 Millionen Euro, wovon 0,8 Mio. Euro auf Personalkosten entfallen seien. Im Jahr 2004 hätten dem 0,7 Mio. Euro Einnahmen gegenübergestanden. Für die Folgejahre bezifferte das Unternehmen den Investitionsbedarf mit insgesamt elf Millionen Euro.
Der Personenverkehr wurde vom Land Sachsen-Anhalt zum 11. Dezember 2005 auf dem zuletzt noch befahrenen Abschnitt zwischen Blankenburg und Elbingerode abbestellt. Schon einige Jahre vorher wurden die Reisezüge mit Diesellokomotiven der Reihe 218 bespannt. Die DB wollte die geforderte Ausrüstung der Ellok der Reihe 251/171 mit Türschließeinrichtungen vermeiden. Vorteilhaft waren die Möglichkeit des Wendezugbetriebes mit Verkürzung der Haltezeit im Bahnhof Michaelstein und die Durchbindung von und nach Halberstadt. Es gelang jedoch nicht, die Reisendenzahlen auf der touristisch seit langem im Schatten der Schmalspurstrecken im Harz stehenden Rübelandbahn spürbar zu erhöhen.
Zum 1. Mai 2006 pachtete die Fels-Werke GmbH die Strecke mit einer Kaufoption. Die DB Netz AG gab die Strecke in funktionstüchtigem Zustand an den Betreiber Fels Netz GmbH ab. Ab diesem Zeitpunkt übernahm die Havelländische Eisenbahn (HVLE), die seit 2005 schon den größeren Teil des Güterverkehrs bestritt, die bisher bei Railion verbliebenen Transportleistungen. Seitdem wird die Strecke im Zugleitbetrieb betrieben. Seit 2003 wurde der Ausbau mit 2,4 Mio. Euro, davon 800.000 Euro vom Land, gefördert.
Im Sommer 2007 wurden die Bahnsteige im Bahnhof Rübeland erneuert. Die Bahnhofsgebäude in Hüttenrode und Königshütte mussten schon wegen Baufälligkeit abgebrochen werden. Der Bahnhof Hüttenrode wurde aufgelassen, der Spitzkehrenbahnhof Michaelstein erhielt Rückfallweichen und ist damit betrieblich nicht mehr besetzt. Die Fels Netz führte Zugleitbetrieb ein, der Zugleiter hat seinen Arbeitsplatz im Stellwerk Rübeland. Die Instandhaltungsgrenze zwischen DB InfraGO (vormals DB Netz AG) und der Fels Netz liegt oberbauseitig im Südkopf des Bahnhofsteils Blankenburg Nord. Sicherungstechnisch liegt die Zuständigkeit für den gesamten Bahnhof Blankenburg bei DB InfraGO. Eine räumliche Trennung der Schaltanlagen im Stellwerk B3 war mit akzeptablem Aufwand nicht realisierbar. Im Januar 2008 wurde das Kettenwerk zwischen dem Anschluss Kalkwerk Hornberg und dem Bahnhof Königshütte abgebaut. Der Abschnitt Elbingerode–Kalkwerk Hornberg wird weiterhin bei Bedarf bedient. 2008 wurden 1,7 Millionen Tonnen Kalk und Kalkstein befördert.

### Wiederaufnahme des elektrischen Betriebes

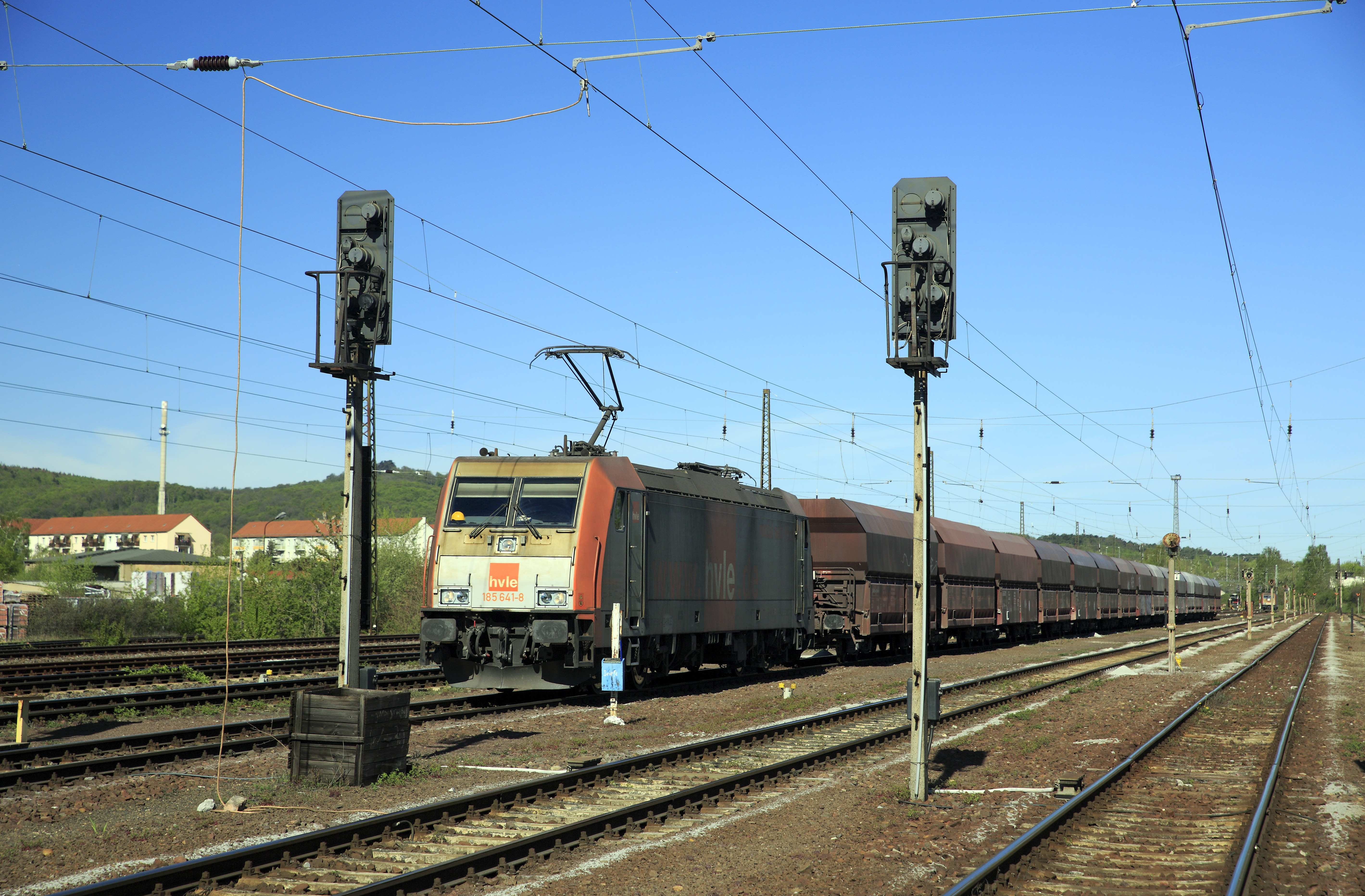
Bahnhofsteil Blankenburg Nord, die 185 641 verlässt einen von Rübeland eingefahrenen Zug, April 2019

Da zahlreiche Anwohner der Rübelandbahn wegen der Lärm- und Rußemissionen der Diesellokomotiven gegen den Dieselbetrieb protestierten, wollte das Land Sachsen-Anhalt den elektrischen Güterzugbetrieb mit 450.000 Euro fördern.
2007 wurden die Fahrleitungsmasten, teilweise auch der Fahrdraht und die Speiseleitungen, erneuert. Dadurch war nach zwei Jahren Pause wieder elektrischer Zugbetrieb möglich. Durch einen Mangel an steilstreckentauglichen Lokomotiven der Baureihe 185 wurde aber erst seit Januar 2009 ein elektrischer Probebetrieb durchgeführt. Seit dem 18. April 2009 wird auch der Planverkehr wieder elektrisch durchgeführt. Die Fahrdrahtspannung beträgt 25 kV mit Einphasenwechselstrom mit 50 Hz. 2013 wurden allerdings die Fahrleitungsanlagen im Bahnhof Blankenburg, die vorher nahezu jedes Gleis überspannten und auch auf die Weiterführung der Elektrifizierung Richtung Halberstadt und Thale Bodethal vorbereitet waren, weitgehend reduziert. Seitdem sind nur noch der Schenkel Blankenburg–Blankenburg Nord des Gleisdreieckes und zwei Bahnsteiggleise im Bahnhof Blankenburg überspannt.
Durch die Elektrifizierung ist der Betrieb und die Erhaltung der Strecke längerfristig gesichert. Eine Wiederaufnahme des Reisezugverkehrs ist nun prinzipiell möglich. Insgesamt wurde der Ausbau mit 9,6 Mio. Euro, davon 2,4 Millionen Euro vom Land, gefördert.

### Aktuelle Entwicklungen

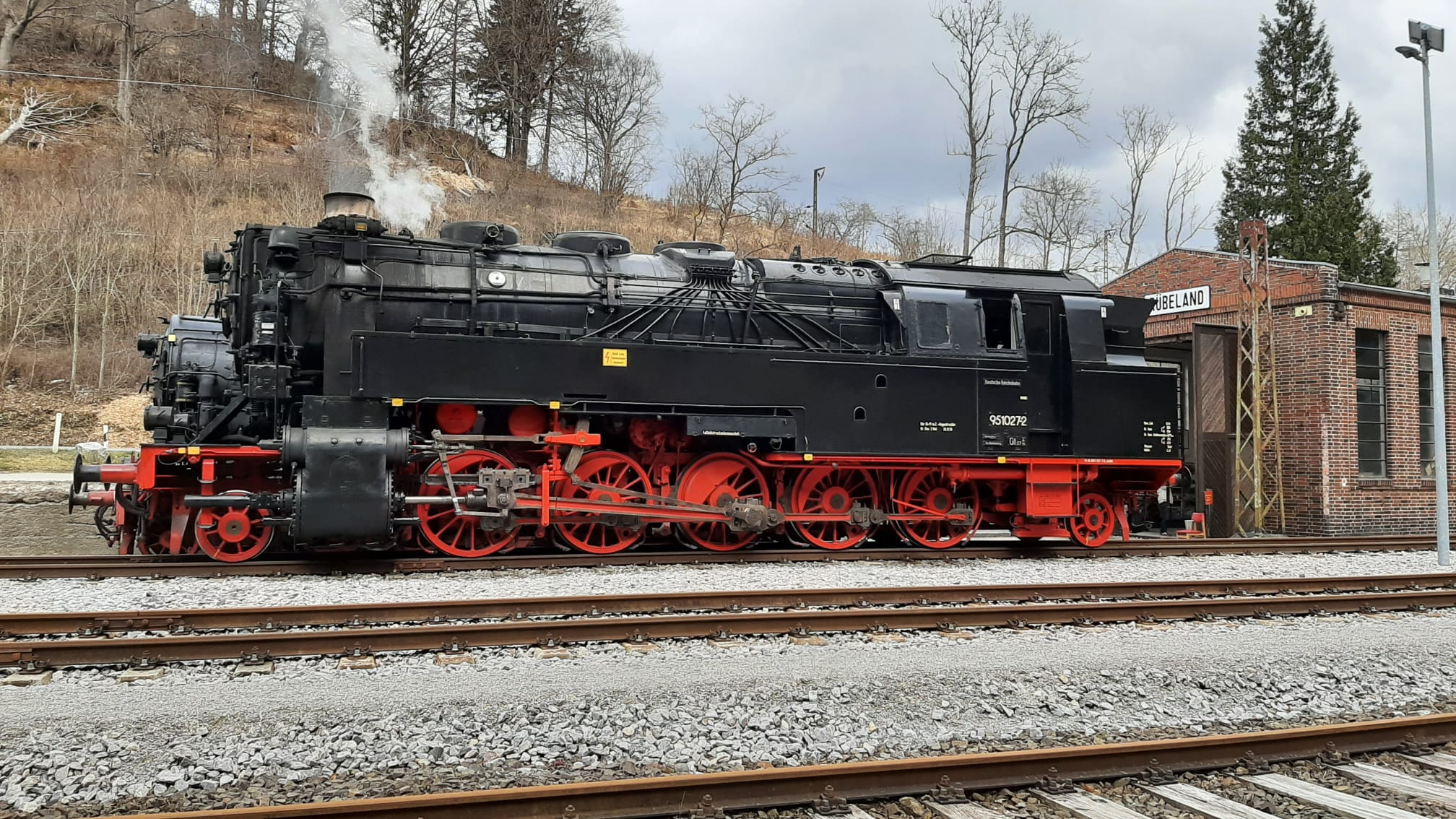
Lok 95 1027-2 im alten Bahnhof Rübeland, März 2022

Zum längerfristigen Erhalt der Strecke strebte das Land Sachsen-Anhalt einen touristisch ausgelegten Dampflokbetrieb an Wochenenden an, wobei diesem Vorhaben Schwierigkeiten in Form der zu erwartenden Kosten entgegenstanden. Die letzte Dampflokomotive „Mammut“ ist nach wie vor nicht betriebsfähig. Es gibt auch den Vorschlag, Lokomotiven der Baureihe 251 (heute 171) für den Museumsverkehr einzusetzen. Deshalb verbleiben zwei Lokomotiven in Blankenburg. Da die Rübelandbahn eine Steilstrecke ist, dürfen auf ihr nur Lokomotiven mit Steilstreckenzulassung fahren.
Am 17. Dezember 2008 wurde schließlich die Dampflokomotive 95 027 vom Bahnbetriebswerk Arnstadt in das Dampflokwerk Meiningen überführt. Für 350 000 Euro wurde sie dort für die Rübelandbahn betriebsfähig aufgearbeitet. Sie traf im Mai 2010 hauptuntersucht in Blankenburg ein, wo sie bereits von 1950 bis 1969 stationiert war, um nun an Wochenenden im touristischen Fahrgastverkehr eingesetzt zu werden.

## Fahrzeugeinsatz
Ursprünglich waren auf der Strecke Zahnradlokomotiven im Einsatz. Mit der Tierklasse der HBE konnte auch ohne Zahnstange gefahren werden. Nach der Verstaatlichung kamen auch Lokomotiven der Baureihe 95.0 zum Einsatz.
Im Reise- und Güterverkehr wurden seit der Elektrifizierung die speziell für diese Strecke beschafften elektrischen Lokomotiven der Baureihe 251, ab 1992 171, eingesetzt. Seit 2000 wurden die Personenzüge nicht mehr elektrisch gefahren, da die Lokomotiven über keine Bedienungseinrichtung für die Türschließeinrichtung verfügten und eine Nachrüstung als unwirtschaftlich abgelehnt wurde. DB Regio setzte daraufhin Wendezüge ein, die mit steilstreckentauglichen Diesellokomotiven der Reihe 218 bespannt und bis Halberstadt durchgebunden wurden. Bis 2004 wurden die Elloks der Baureihe 171 im Güterverkehr eingesetzt. Sie wurden durch 25-kV-fähige Lokomotiven der Baureihen 185 und 189 ersetzt, wobei der Einsatz dieser beiden Baureihen von kurzer Dauer war.
Ab dem 1. April 2005 erbrachte die HVLE rund zwei Drittel der Transportleistungen auf der Rübelandbahn. Dafür wurden Diesellokomotiven vom Typ Blue Tiger eingesetzt. Daraufhin stellte auch DB Cargo seine Verkehrsleistungen auf Dieseltriebfahrzeuge der Baureihen 241 und 233 um, da die Unterhaltung der Oberleitung ausschließlich für die eigenen Züge unwirtschaftlich war. Der Einsatz dieser Baureihen endete im Jahr 2006, als die HVLE auch die letzten Leistungen von Railion (ehemals / heutige DB Cargo) übernahm.
Seit Wiederaufnahme des elektrischen Betriebes sind vorwiegend die Elektrolokomotiven 185 640 und 641 im Güterverkehr auf der Rübelandbahn im Einsatz, Diesellokomotiven der Baureihen 346, 250 und 285 dienen seither als Reserve. Alle Lokomotiven gehören der HVLE. Seit Frühjahr 2020 kommen auch Loks vom Typ Stadler Eurodual zum Einsatz.

## Streckenbeschreibung

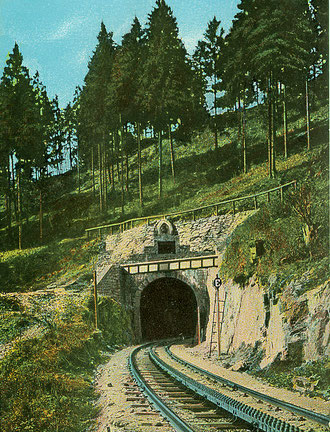
Östliches Portal des Bismarcktunnels mit Zahnstangengleis um 1895

Bahnhof Braunesumpf und Bielsteintunnel um 1895 mit Zug Richtung Blankenburg

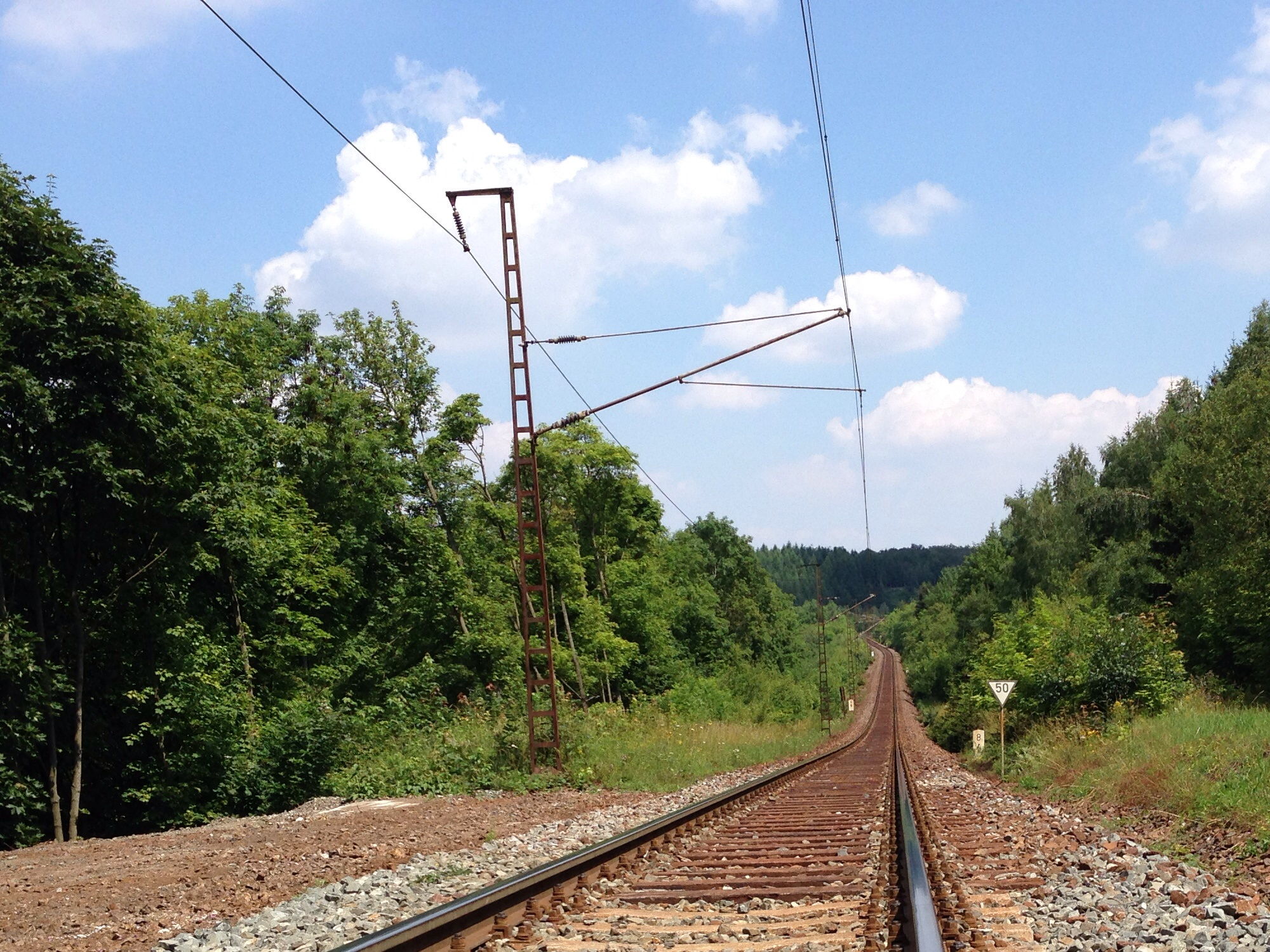
Strecke bei Hüttenrode (2014)

Beginnend in Blankenburg (198 m ü. NHN) führt die Strecke ca. 500 m nordwärts. Nach rechts zweigt die Strecke nach Halberstadt ab, während die Rübelandbahn nach links schwenkt. In der Gabelung liegt das Bahnbetriebswerk Blankenburg. Die Strecke passiert in nordwestliche Richtung führend den Güterbahnhof Blankenburg Nord, der 1964 im Rahmen des Ausbaus der Strecke für das Chemieprogramm der DDR errichtet wurde. In einem 180-Grad-Linksbogen führt die Strecke um die westliche Stadt und beginnt, stetig an Höhe zu gewinnen. Es folgt ein langer Rechtsbogen, ebenfalls fast 180 Grad. In ihm, bei Streckenkilometer 3,8, wird der ehemalige Haltepunkt Blankenburg-Westend passiert. Die Strecke verlässt jetzt das Stadtgebiet und erreicht, immer noch stetig steigend, bei km 5,6, den dreigleisigen Spitzkehrenbahnhof Michaelstein (Höhe 323 m). Dieser existiert seit Beginn der Strecke, wurde aber beim Ausbau auf Gleislängen von 450 m verlängert. Nachdem der Zug Kopf gemacht hat, verlässt er Michaelstein in südlicher Richtung. Bei km 7,2 überquert der Herzogsweg die Strecke auf einer Brücke, etwa 100 Meter nördlich befindet sich das Ostportal des Bielsteintunnels, der im Rahmen des Ausbaus in den 1960er Jahren umgangen wurde. Die Strecke nähert sich der B 27, welche kurz darauf überquert wird. Direkt nach der Brücke befand sich rechts unterhalb des neuen Bahndammes das Westportal des Bielsteintunnels, heute gibt es einen Wartungsschacht in den Tunnel. Unmittelbar folgt bei km 8,0 der ehemalige Haltepunkt Braunesumpf. Die Strecke folgt der B 27 in südwestlicher Richtung und kreuzt diese erneut niveaugleich kurz vor Hüttenrode. Der Bahnhof Hüttenrode ist mit einer Höhe von 477 m einer der beiden Scheitelpunkte der Strecke. Durch die Lage auf einem Kammrücken waren die Bahnhofsgleise in der Länge begrenzt, die Ein- und Ausfahrweichen lagen bereits in Steigungen. Für den Ausbau der Strecke und die geforderten Gleislängern von 450 m wurden zusätzliche Güterzuggleise parallel zu den bestehenden Anlagen, aber 12 m tiefer gelegen, gebaut, was den Abtrag von 77 000 m³ Erde erforderlich machte. Die ursprüngliche Bahnhof wurde auf drei Gleise zurückgebaut und diente bis zur Einstellung des Personenverkehrs als Personenbahnhof. Heute ist dieser Bahnhofsteil stillgelegt, nur ein Güterzuggleis wird noch befahren. Die Strecke führt in südwestlicher Richtung und verliert stetig an Höhe, nach ca. zwei Kilometern wird erneut die B 27 auf einer Brücke überquert. Hier beginnt die 1931 eröffnete Neubaustrecke. Die ursprüngliche Strecke verlief weiterhin rechts der B 27 im Kreuztal, einem Nebental des Bodetals, passierte den blauen See (einen ehemaligen Steinbruch) und erreichte kurz vor der Siedlung Neuwerk den 187 m langen Bismarcktunnel. Nach Verlassen des Tunnels wurde erneut niveaugleich die B 27 gekreuzt und der Bahnhof Rübeland (Höhe 378 m) erreicht. Von links kam, auf einer Steinbrücke die Bode überquerend, die Stichstrecke von den Steinbrüchen Diabas.
Die Neubaustrecke kreuzt oberhalb des blauen Sees die B 27 und erreicht nach ca. einem Kilometer den Tunnel Krumme Grube (307 m). Direkt nach dem Tunnel wird das Kreuztalviadukt überquert, es folgt der 90 m lange Nebelholztunnel. An diesen anschließend folgt der ehemalige Haltepunkt Neuwerk bei Streckenkilometer 12,9. Links unterhalb liegt der alte Bahnhof Rübeland, nach der Eröffnung der Neubaustrecke zum Güterbahnhof umgewidmet. Nach einem Rechtsbogen wird auf der Brücke am Haus am Stein, einer Stahlträgerbrücke, erneut die B 27 überquert, kurz darauf verzweigt sich die Strecke mit der von links kommenden Strecke vom alten Bahnhof Rübeland. Die Strecke folgt der B 27 und der Bode durch den Ort Rübeland und erreicht den neuen Bahnhof „Rübeland Tropfsteinhöhlen“ am km 14,4.

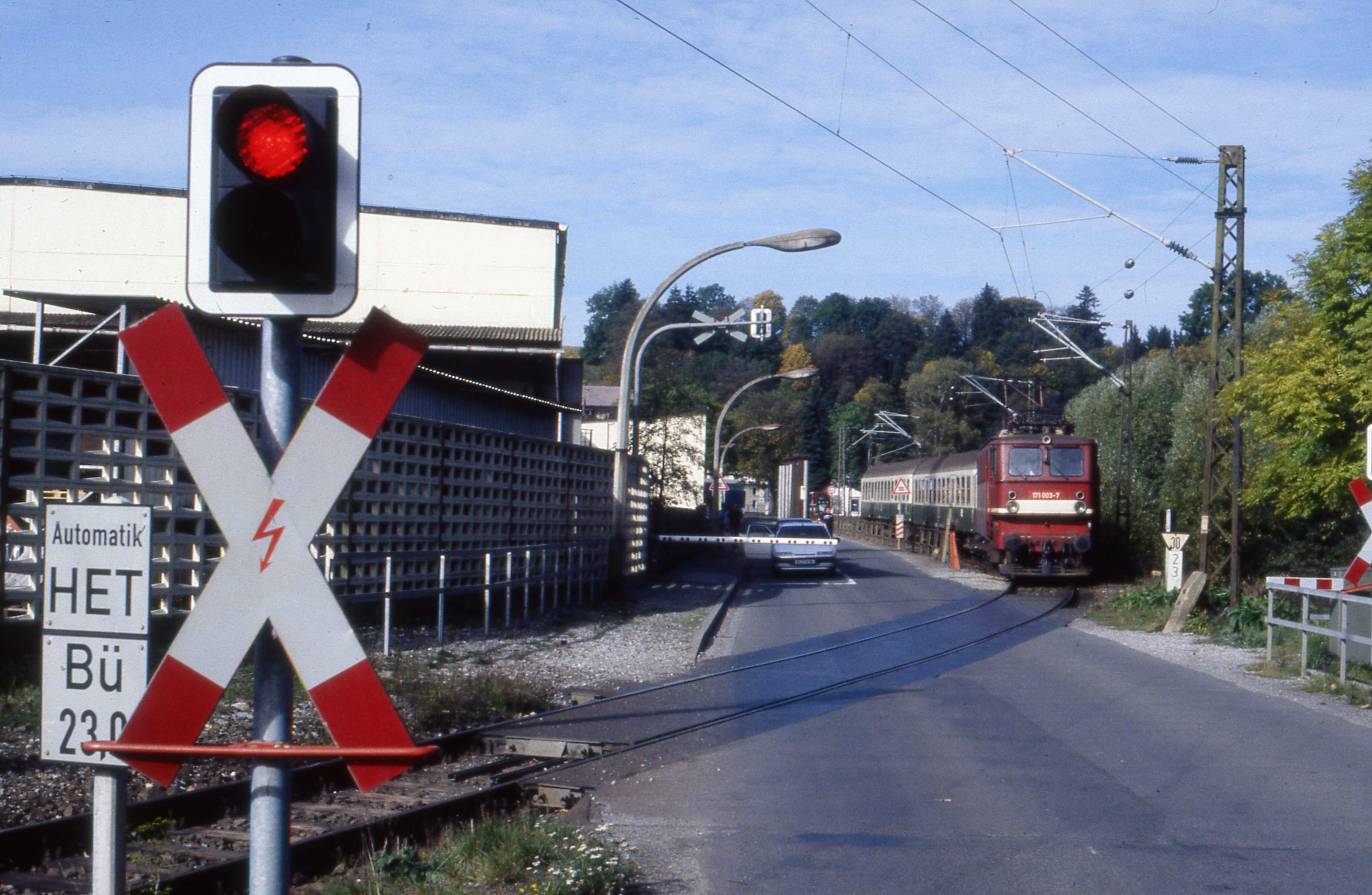
Bahnübergang Königshütte (1995)

Kurz hinter dem Bahnhof zweigt nach links das Anschlussgleis zum Kalkwerk Rübeland ab, die Strecke folgt der B 27 in nordwestlicher Richtung. Nach einem weiteren Kilometer zweigt nach rechts das Anschlussgleis zum Kalkwerk Kaltes Tal ab, bei km 15,9 folgt der stillgelegte Haltepunkt Mühlental. Wieder ansteigend wird der ehemalige Bahnhof Elbingerode (im Rahmen des Streckenausbaus aufgelassen) passiert, es folgt bei Streckenkilometer 18,2 der Bahnhof Elbingerode (ursprünglich Elbingerode West), 442 m über NHN. In westlicher Richtung kreuzt die Strecke erneut niveaugleich die B 27 und erreicht den zweiten Scheitelpunkt und gleichzeitig höchsten Punkt der Strecke, den ehemaligen Abzweig Wechsel (503 m über NHN). Hier zweigte bis 1964 in nordwestlicher Richtung die Strecke nach Drei Annen Hohne ab. Die Strecke fällt jetzt wieder ab und erreicht in südwestlicher Richtung bei km 20,8 den ehemaligen Haltepunkt Hornberg. Nach links zweigt hier der Anschluss zum Kalkwerk Hornberg ab, die Hauptstrecke wird hinter dem Abzweig von einem Prellbock unterbrochen, die Oberleitung wurde abgebaut. Sie fällt von hier weiterhin ab, kreuzt nach einer Linkskurve in südöstlicher Richtung die B 27 und erreicht bei km 23,8 den ehemaligen Bahnhof und Endpunkt Königshütte (430 m über NHN). 2012 wurden ebendort die Gleisanlagen teilweise entfernt.
Vor der Elektrifizierung führte die Strecke weiter über knapp sieben Kilometer durch das Tal der Warmen Bode bis zum früheren Endbahnhof nach Tanne, wo Anschluss an das Schmalspurnetz der Südharz-Eisenbahn-Gesellschaft nach Walkenried bzw. Braunlage bestand. Dieser Abschnitt wurde am 1. Januar 1969 endgültig stillgelegt und bis 1974 komplett abgebaut. Das ehemalige Empfangsgebäude in Tanne wurde nach Jahren des Leerstandes 2011 durch einen Brand zerstört und schließlich im August 2012 abgerissen.